# Ophthalmitis herbidaria
Ophthalmitis herbidaria là một loài bướm đêm trong họ Geometridae.